# Хаста
Хаста - міра довжини, що використовується в ведичній літературі  древньої Індії. 
1 Хаста = {\displaystyle {1 \over 32000}}  йоджан = 432 мм. Відповідність Хаста сучасним мірам довжини обчислював співробітник Інституту Бгактіведанти, доктор математики Річард Томпсон. 